# Peter Short
Peter Short (Liverpool, 27 ottobre 1944 – Los Angeles, 22 febbraio 1984) è stato un calciatore e allenatore di calcio inglese.

## Biografia
Terminata la sua carriera nel mondo del calcio, Short si trasferì a Los Angeles, dove aprì una sartoria. 
Nel febbraio 1984 venne ucciso durante un tentativo di rapina da parte di tre giovani.

## Carriera

### Calciatore
Dopo aver militato con i gallesi del Bangor City, Short lasciò l'Europa per trasferirsi nel 1966 nelle Americhe ove giocò inizialmente con i canadesi del Toronto Italia-Falcons, militante nella ECPSL, con cui vinse la stagione regolare ma perdendo poi la finale play off per il titolo contro il Toronto Inter-Roma del campionato 1966.
Nella stagione 1966-1967 fu in forza agli statunitensi del Newark Ukrainian Sitch, con cui segnò dodici reti e raggiunse la finale dell'American Soccer League, persa contro il Baltimore St. Gerard's
Nel 1967 si trasferisce nei Philadelphia Spartans, società militante in NPSL I. Con gli Spartans ottiene il secondo posto della Eastern Division, non riuscendo così a classificarsi per la finale del campionato.
Nella stagione seguente passa ai Cleveland Stokers. Con gli Stokers, giungerà a disputare le semifinali per l'assegnazione del titolo americano, da cui sarà estromesso dai futuri campioni dell'Atlanta Chiefs.
Nella stagione 1969 è in forza al Dallas Tornado, società con cui ottiene il terzo posto in campionato.
Nella stagione 1970 passa ai Rochester Lancers, ove militerà per quattro anni. Con i Lancers Short vince la North American Soccer League 1970. Short giocò da titolare entrambi gli incontri delle finali. Nelle due edizioni seguenti raggiunse le semifinali del torneo. 
Con i Lancers partecipa alla CONCACAF Champions' Cup 1971, unica franchigia della NASL a partecipare alla massima competizione nordamericana per club: chiuse la coppa al quarto posto della fase finale del torneo.
Nel 1974 ritorna ai Dallas Tornado, società con cui raggiunge le semifinali per l'assegnazione del titolo.
Nel 1975 inizia la stagione con i canadesi del Vancouver Whitecaps, che lascerà per giocare con il Denver Dynamos, con cui otterrà il terzo posto della Central Division.
La stagione seguente, dopo un nuovo passaggio al Dallas Tornado per il torneo indoor, viene ingaggiato dai Minnesota Kicks, società in cui militerà sino all'anno seguente. Con i Kicks raggiunge la finale della North American Soccer League 1976, persa contro il Toronto Metros-Croatia, ed i quarti di finale nell'annata seguente.

### Allenatore
Nella stagione 1978 lascia il calcio giocato e diviene l'allenatore del Los Angeles Aztecs, con cui chiude all'ultimo posto la Western Division della National Conference.
Nel 1981 ritorna come allenatore ai Dallas Tornado, sostituendo il suo ex compagno di squadra Mike Renshaw, con cui si piazzerà all'ultimo posto della Central Division.
La stagione seguente passa al San Jose Earthquakes, con cui ottiene il quinto e penultimo posto della Western Division.

## Palmarès
- Campionato NASL: 1

Rochester Lancers: 1970